# 9 Cephei
9 Cephei, som är stjärnans Flamsteed-beteckning, även känd som V337 Cephei, är en ensam stjärna i den södra delen av stjärnbilden Cepheus. Den har en genomsnittlig skenbar magnitud på ca 4,74 och är svagt synlig för blotta ögat där ljusföroreningar ej förekommer. Baserat på parallaxmätning inom Hipparcosuppdraget på ca 0,0 mas, beräknas den befinna sig på ett avstånd på ca 3 000 ljusår (ca 950 parsek) från solen. Den rör sig bort från solen med en heliocentrisk radialhastighet på ca 3 km/s. 9 Cephei anses ingå i stjärnföreningen Cepheus OB2, en samling av massiva ljusstarka stjärnor i den södra delen av stjärnbilden Cepheus på ett avstånd runt tusen parsek från solen.

## Egenskaper
9 Cephei är en vit till blå superjättestjärna  i huvudserien av spektralklass B2 Ib. 
Beräkningar av de fysiska egenskaperna hos stjärnan varierar avsevärt även utifrån i stort sett liknande observationsdata. Modellering med användning av den icke-LTE-linplätterade CMFGEN-atmosfärskoden ger en temperatur på 18 000 K, radie på 40 solradier, en luminositet på 151 000 gånger solens och en massa av 21 solmassor. Beräkningar med FASTWIND-modellen ger en temperatur på 19 200 K, en radie på 32 solradier, en luminositet på 129 000 gånger solens och en massa av 12 solmassor.
9 Cephei , eller V0337 Cephei, är en pulserande variabel av Alfa Cygni-typ (ACYG), som varierar mellan skenbar magnitud +4,69 och 4,78 utan någon påvisad periodicitet. En studie av Hipparcos-fotometri visade en amplitud på 0,56 magnitud, men kunde inte hitta någon periodicitet.